# روي بيلي
روي بيلي (بالإنجليزية: Roy Bailey)‏ (26 مايو 1932 في المملكة المتحدة - 1 يناير 1993 بجنوب أفريقيا في المملكة المتحدة) هو لاعب كرة قدم بريطاني في مركز حراسة المرمى. لعب مع إيبسويتش تاون وتوتنهام هوتسبير وكريستال بالاس.

## وصلات خارجية
- روي بيلي على موقع قاعدة بيانات كرة القدم.إي يو (الإنجليزية)